# IRF5
 Регуляторный фактор интерферона 5  — белок, который у человека кодируется геном IRF5.

## Функция
IRF5 является членом семейства регуляторных факторов интерферона (МАФ), группы транскрипционных факторов с различными ролями, в том числе вирус-опосредованной активации интерферона и модуляции роста клеток, их дифференциации, апоптоза и активности иммунной системы. Члены семьи IRF характеризуются консервативным N-концевым ДНК-связывающим доменом, содержащим повторяющийся триптофан (W). Существуют альтернативные варианты сплайсинга, кодирующих различные изоформы.

## Клиническое значение
IRF5 действует как молекулярный переключатель, который управляет макрофагами, будут ли они способствовать или препятствовать воспалению. Блокирование производства IRF5 в макрофагах может помочь в лечении широкого спектра аутоиммунных заболеваний, и повышение уровня IRF5 может помочь в лечении людей, чья иммунная система слаба, неэффективна или повреждена. IRF5 похоже работает «либо взаимодействуя с ДНК непосредственно, либо путём взаимодействия с другими белками, которые сами управляют, какие гены переключать».